# Radwimps 2: Hatten Tojou
Radwimps 2: Hatten Tojou (яп. RADWIMPS 2 ～発展途上～) — второй альбом японской рок-группы RADWIMPS, выпущенный 8 марта 2005 года инди-лейблом Newtraxx.

## Об альбоме
Альбом стал для группы первым, который они записали после смены состава в 2004 году. Сначала был записан и выпущен сингл «Kiseki». Через два месяца после выхода альбома группа выпустила свой последний независимый релиз - сингл «Hexun/Kanashi».
Альбом был создан путём записи песни за песней до того момента, когда группа решала, что у них достаточно материала для релиза. Такой способ создания группе не понравился, так как процесс записи альбома стал чувствоваться как работа. Песни записывались таким образом, что каждый участник записывал свой инструмент отдельно от остальных. Этот способ больше не использовался в их следующих альбомах. Сразу после выхода вокалист Ёдзиро Нода высказал сожаление по поводу выпуска альбома и захотел начать работу над новым релизом как можно быстрее.

## Список композиций
| №                   | Название                                             | Длительность |
| ------------------- | ---------------------------------------------------- | ------------ |
| 1.                  | «Kanashi (Akuru Ake)» (愛し ~明くる明け~)            | 1:35         |
| 2.                  | «Nanchatte» (なんちって)                             | 3:20         |
| 3.                  | «Sorya Kimi ga Suki Dakara» (そりゃ君が好きだから)   | 3:18         |
| 4.                  | «Yumemizuki ni Nani Omou» (夢見月に何想ふ)           | 5:07         |
| 5.                  | «Not Because»                                        | 4:02         |
| 6.                  | «Kanashi» (愛し)                                     | 6:34         |
| 7.                  | «Wimps Gakuen Yasumi Jikan» (ういんぷす学園休み時間) | 0:58         |
| 8.                  | «Hikikomori Rollin'»                                 | 4:46         |
| 9.                  | «Chakuseki» (着席)                                   | 0:09         |
| 10.                 | «Ore'iro Sky» (俺色スカイ)                           | 4:17         |
| 11.                 | «Oto no Ha» (音の葉)                                 | 4:04         |
| 12.                 | «Shirimetsuretsu» (シリメツレツ)                     | 3:22         |
| 13.                 | «Kiseki (In Album Version)» (祈跡)                   | 9:03         |
| 14.                 | «Lullaby»                                            | 2:50         |
| Общая длительность: | Общая длительность:                                  | 53:25        |

## Чарты
| Чарт (2007)                 | Высшая позиция |
| --------------------------- | -------------- |
| Еженедельные альбомы Oricon | 80             |

### Продажи
| Чарт                      | Количество |
| ------------------------- | ---------- |
| Физические продажи Oricon | 98 000     |